# Hans Sigmund Jaretzki

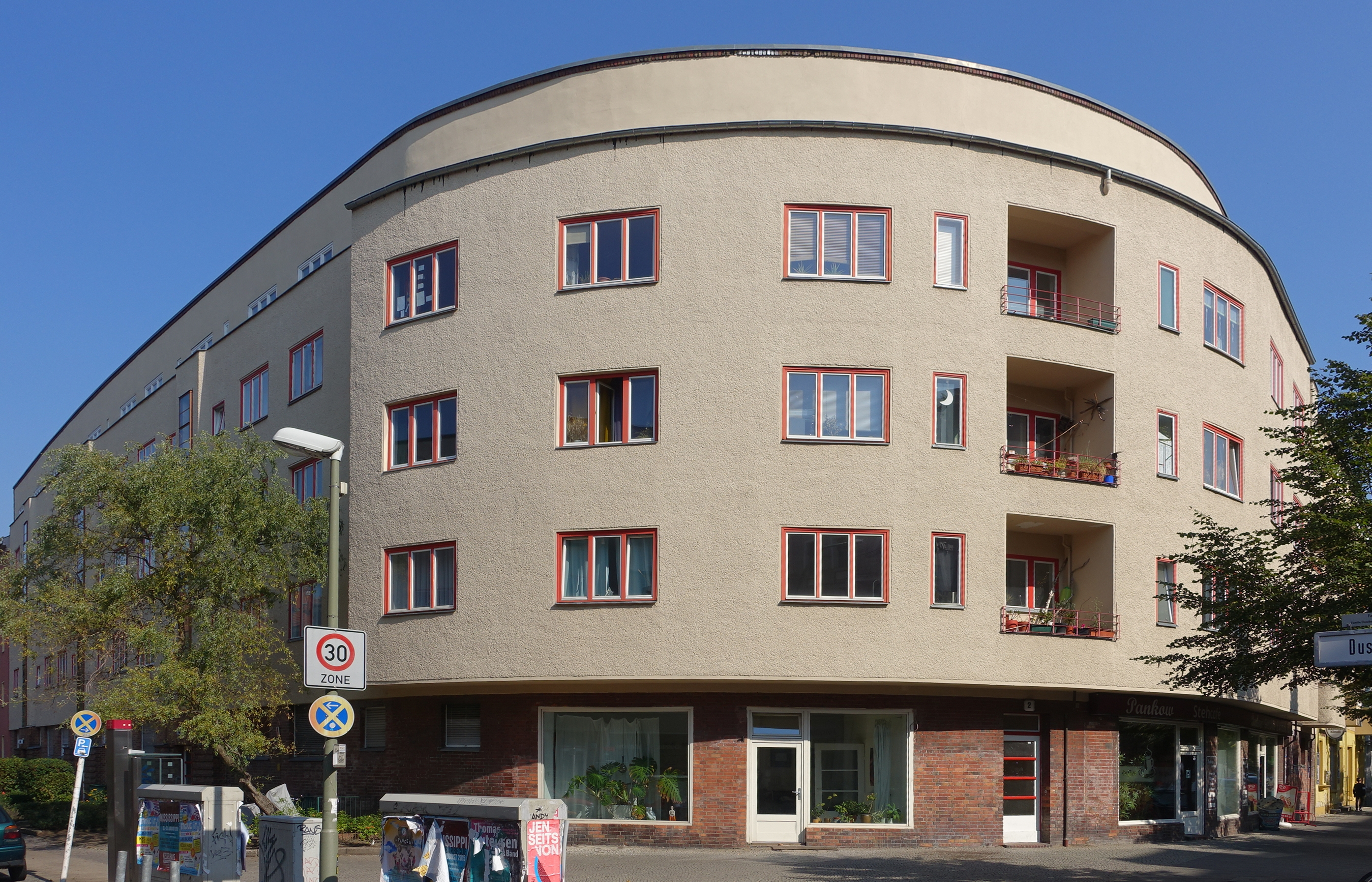
Runde Ecke: Wohnhaus im Florakiez von Berlin-Pankow (1928)

Hans Sigmund Jaretzki (* 26. Juni 1890 in Berlin; † 16. März 1956 in London) war ein deutscher Architekt jüdischer Herkunft. Er baute in Berlin und London.

## Leben

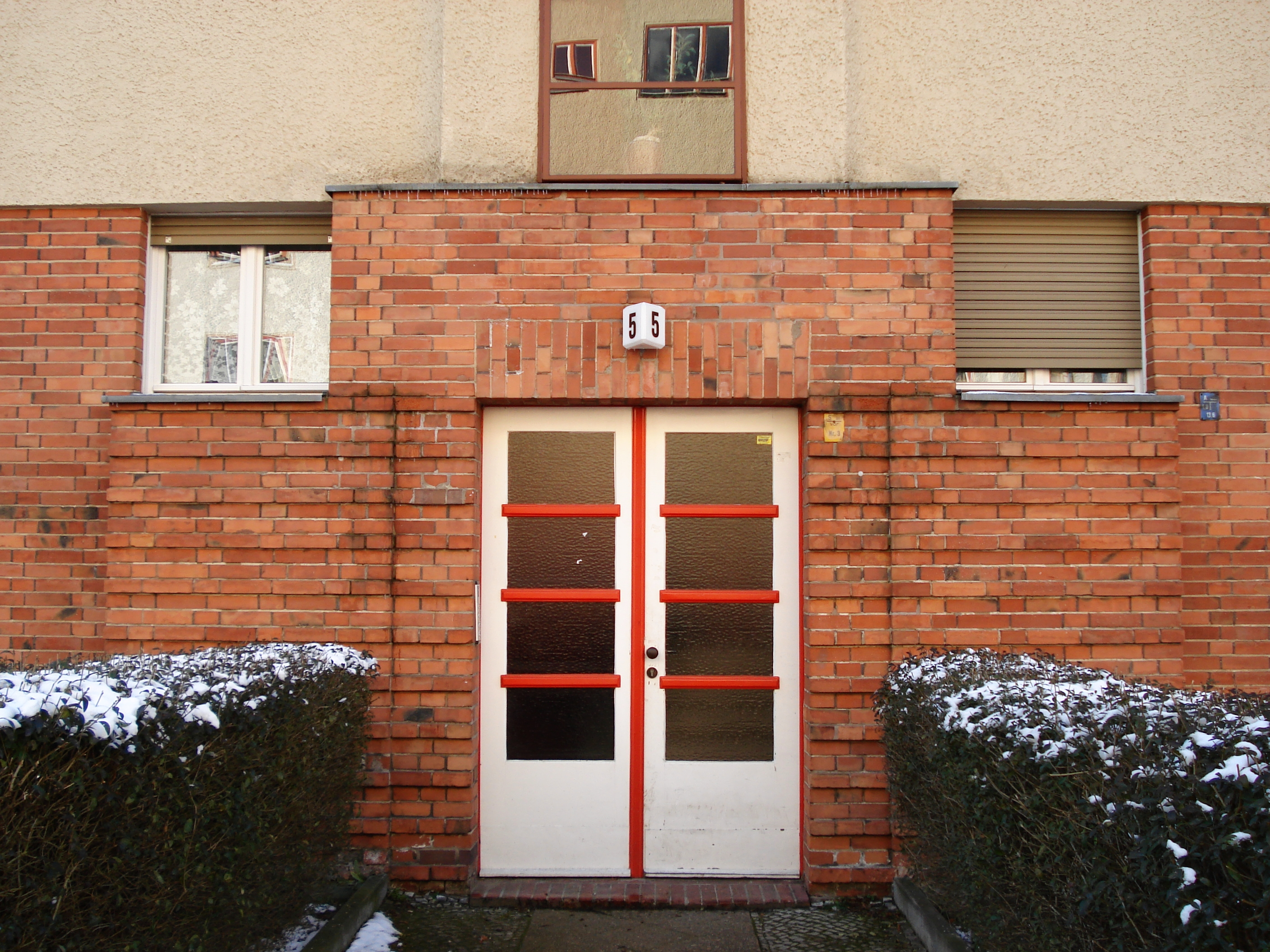
Hauseingang Dusekestraße 5 in Berlin-Pankow (1928)

Hans Sigmund Jaretzki studierte bis 1914 Architektur in Berlin, München und Dresden. Von 1919 bis 1925 war er als angestellter Architekt in Beuthen, Breslau und Dresden tätig. Von 1925 bis 1933 arbeitete er als selbstständiger Architekt in Berlin.
Nachdem ihm 1933 Berufsverbot erteilt wurde, emigrierte er über die Niederlande und Frankreich nach Großbritannien. Dort bekam er eine Arbeitserlaubnis als Innenarchitekt. Er realisierte Möbelentwürfe und Inneneinrichtungen für den Möbelhersteller Alexander Davis, London und kooperierte mit dem Architekten J. S. Bramwell. Ab 1936 plante er – wiederum als freier Architekt – Privathäuser, Synagogen und Fabriken.
1943 war Jaretzki Gründungsmitglied der Vereinigung Deutscher und Österreichischer Architekten und Ingenieure The Circle; 1946 wurde er Fellow des Royal Institute of British Architects (RIBA). 
Im Sommer 1955 wurde bei Hans Jaretzki, einem langjährigen Raucher, Krebs diagnostiziert. Er starb im Alter von 65 Jahren im März 1956 in London.

## Familie
Hans Jaretzki hinterließ seine Frau Margarethe, geborene Jacoby, seinen Sohn Claude und die an seinem 34. Geburtstag geborene Tochter Eve Jaretzki (* 26. Juni 1924), verheiratete Haas. Eve Haas starb im Januar 2019 im Alter von 94 Jahren.

## Bauten und Entwürfe (Auswahl)

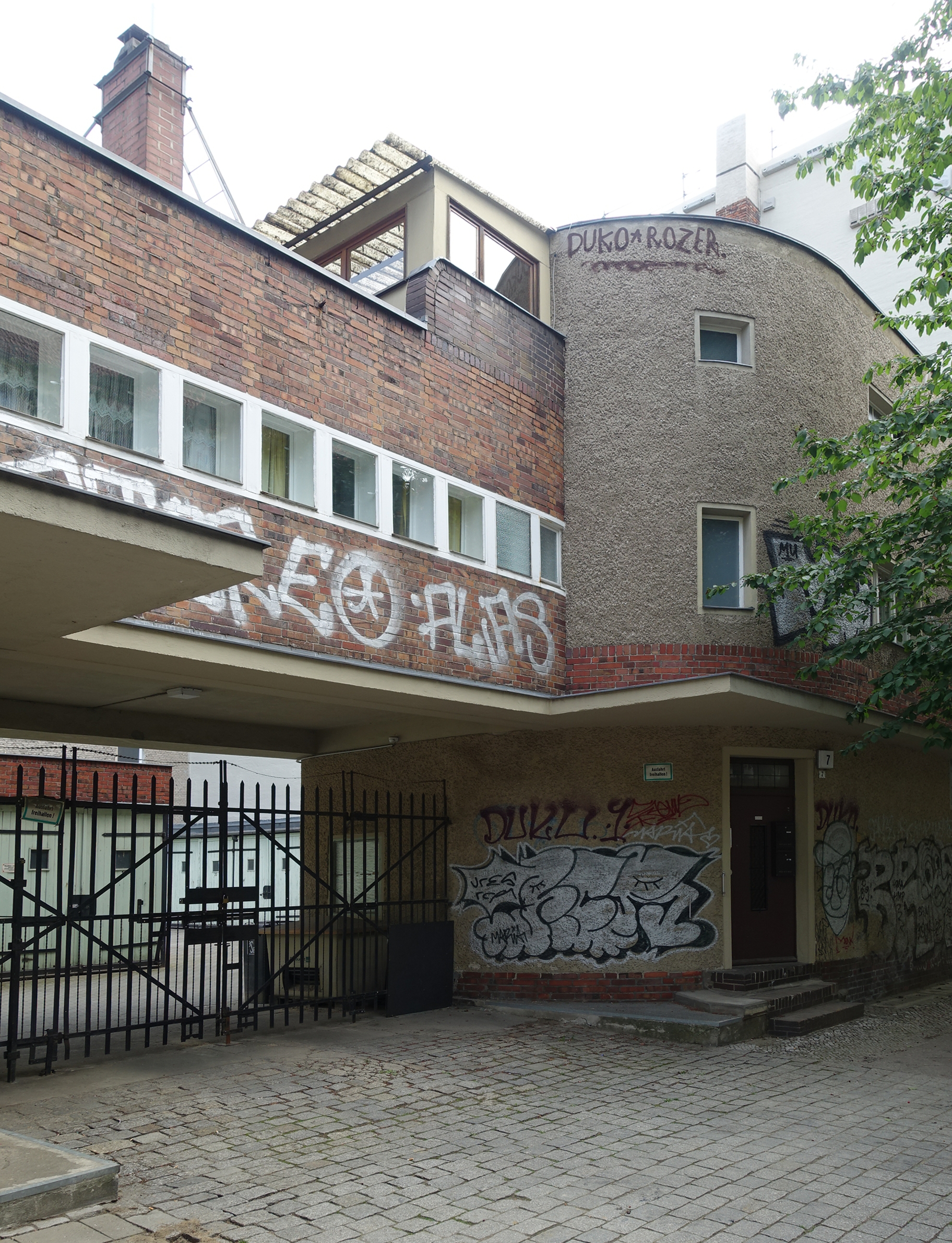
Garagenanlage & Wohnhaus in Berlin, Stubbenkammerstr. 7

- 1925–1927: Mehrfamilienwohnhaus in Berlin-Wilmersdorf, Ilmenauer Straße 2/2a (zusammen mit Alfred Wiener)
- 1928: Wohnbebauung in Berlin-Pankow, Florastraße 63–64, Dusekestraße 1–8 (zusammen mit Alfred Wiener)
- 1929–1930: Garagenanlage mit Wohnungen in Berlin-Pankow, Stubbenkammerstraße 7 (zusammen mit Alfred Wiener)
- 1929: Wettbewerbsentwurf einer Synagoge in Berlin[5]
- 1930: Wettbewerbsentwurf für die Neugestaltung des Reichskanzlerplatzes in Berlin-Charlottenburg[6]
- 1930: Siedlung Weißensee der GeWoSüd in Berlin-Weißensee, Jacobsohnstraße, Pistoriusstraße 70–77, Seidenberger Straße 1–14, 20–33 (mit Jakobus Goettel, Alfred Wiener und Werner Berndt)
- 1930: Kino Park-Lichtspiele in Berlin-Steglitz, Albrechtstraße 49 (Umbau 1959 durch Gerhard Fritsche; Abriss im Oktober 2016[7])
- 1931: Sommerhaus Gumpert in Rüdersdorf[8]
- 1932: Residenz des britischen Botschafters in Berlin
- 1932: Beitrag zur Ausstellung Häuser zu festen Preisen im Ullsteinhaus, Berlin[9]
- 1936: Cheshire-Haus Pennsylvania, London
- 1937–1938: Häuser in Netherhall Gardens und Maresfield Gardens, Hampstead, London
- 1954/1955: Wembley United Synagoge, Forty Avenue, Wembley Park, London